# ألدا ويلسون
ألدا ويلسون هي منافسة ألعاب القوى كندية، ولدت في 29 أبريل 1910 في Port Elgin, Ontario ‏ في كندا، وتوفيت في 1996.

## وصلات خارجية
- ألدا ويلسون على موقع أوليمبيديا (الإنجليزية)
- ألدا ويلسون على موقع اللجنة الأولمبية الكندية (الإنجليزية)
- ألدا ويلسون على موقع اتحاد ألعاب الكومنولث (مؤرشف) (الإنجليزية)